# Llacuna de Kirkwood

Buits de Kirkwood: Histograma de la distribució d'asteroides amb la distància al Sol

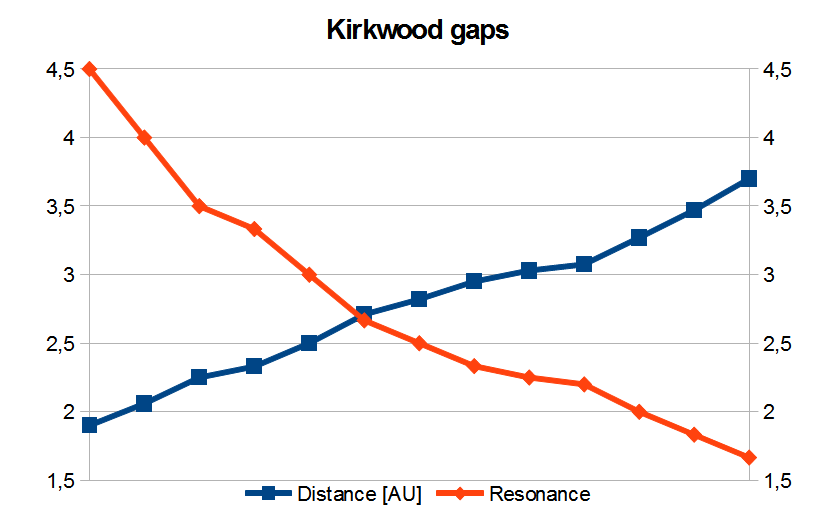
Relació entre les ressonàncies orbitals de Júpiter i les distàncies al Sol de les llacunes de Kirkwood.

Les llacunes de Kirkwood o buits de Kirkwood són zones del cinturó d'asteroides en què la densitat d'asteroides es veu notablement reduïda respecte a la mitjana del cinturó. Coincideixen amb òrbites els paràmetres de les quals (el seu semieix major o equivalentment el seu període orbital) guarden amb els de l'òrbita de  Júpiter una raó senzilla. Es diu que les llacunes coincideixen amb les ressonàncies orbitals amb Júpiter.
Així, per exemple, asteroides que es trobin a una distància mitjana del Sol de 2,82  UA estan en ressonància 5:2 amb Júpiter, és a dir, mentre que Júpiter dona dues revolucions al Sol, aquests asteroides donen 5 revolucions. El període de Júpiter és d'11,856525 anys × 2 = 23,71305 anys. A la distància mitjana de 2,82  UA li correspon un període de 4,735585286 anys × 5 = 23,67793 anys; veiem que la diferència és de només 0,035 anys. Un hipotètic asteroide que viatgés en aquesta òrbita cada cinc voltes coincidiria amb una aproximació màxima a Júpiter, que li causaria una atracció ressonant que acabaria per expulsar-lo d'aquesta òrbita.
Altres ressonàncies orbitals corresponen a períodes orbitals que formen fraccions molt simples amb el període orbital de Júpiter. Les ressonàncies més febles només porten a un buidament d'asteroides, mentre que altres ressonàncies més fortes causen el contrari, és a dir, la presència d'una família d'asteroides. La més famosa és la ressonància 1:1 que causa la presència dels asteroides troians en els punts de Lagrange L  4  i L  5  és a dir 60 º per davant i darrere de Júpiter.

## Història
Aquestes llacunes van ser observades per l'astrònom dels Estats Units Daniel Kirkwood el 1857, que va ser també el primer a explicar correctament el seu origen en les ressonàncies orbitals amb Júpiter.
Més recentment, s'han trobat un nombre relativament petit d'asteroides en òrbites que queden dins de les llacunes de Kirkwood i que tenen una excentricitat elevada. Entre els exemples hi ha la Família d'Alinda i la Família de Griqua. Aquestes òrbites augmenten la seva excentricitat a poc a poc en una escala de desenes de milions d'anys, i s'escaparan en un futur de la ressonància a causa de l'encontre proper amb un planeta major.

## Principals llacunes de Kirkwood
Les llacunes de Kirkwood més importants es localitzen a radis orbitals febles: 
- 2,06 AU (4:1 ressonància)
- 2,5 AU (3:1 ressonància), es troba la família d'asteroides Alinda.
- 2,82 AU (5:2 ressonància)
- 2,95 AU (7:3 ressonància)
- 3,27 AU (2:1 ressonància), es troba la família d'asteroides Griqua.

Llacunes més febles o més estretes es troben a:
- 1,9 AU (9:2 ressonància)
- 2,25 AU (7:2 ressonància)
- 2,33 AU (10:3 ressonància)
- 2,71 AU (8:3 ressonància)
- 3,03 AU (9:4 ressonància)
- 3,075 AU (11:5 ressonància)
- 3,47 AU (11:6 ressonància)
- 3,7 AU (5:3 ressonància).